# 手賀沼ディズニーランド

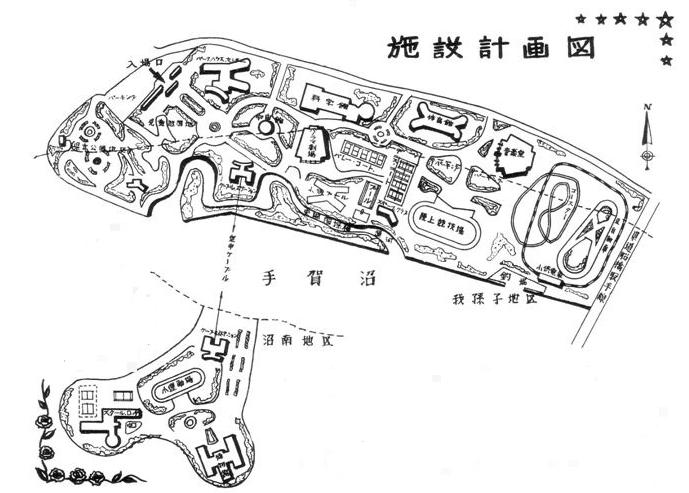
手賀沼ディズニーランドの計画図（1961年（昭和36年）1月1日付『広報あびこ』に掲載されたものを加工。原図には「ミッキーマウス」や「バンビ」など、複数のディズニーキャラクターのイラストが描かれているが、後に版権上の問題からこのイラストは削除されており、モザイクや画像処理を施したものが一般向けに公開されている）

手賀沼ディズニーランド（てがぬまディズニーランド）は、千葉県北部の手賀沼周辺で開発が計画されていたレジャーランドである。高度経済成長期の1959年（昭和34年）に構想が持ち上がり、開発会社も設立されたが、実際にディズニーパークや遊園地が建設されることはなかった。
手賀沼畔は風光明媚な場所として、明治から大正にかけて多くの文化人が居宅や別荘を構え、景観保護運動を展開した。そうした潮流の1つに、手賀沼ディズニーランド計画が位置付けられる。この計画で建設予定だった「ディズニーランド」はいわゆる遊園地のみならず、スポーツ施設や健康ランド、ヘリポートなどを含む複合施設であった。1959年（昭和34年）の「手賀沼観光株式会社」の設立発起人会に端を発し、土地の買収や埋め立ての実行などの動きが見られたが、1968年（昭和43年）4月の千葉県議会土木常任委員会にて埋立地の宅地転用が決まり、手賀沼にディズニーランド級の大型観光地を造る計画は幻となった。

## 計画の推移
手賀沼は1935年（昭和10年）に千葉県初の県立公園に指定されるとともに、東京緑地計画協議会から景園地の指定を受け、東京近郊の行楽地としての発展が戦前から期待されていた。しかし太平洋戦争により目立った動きはなく、戦後も競艇場誘致や1964年東京オリンピックボート競技会場招致が議論されては消えていった。競艇場誘致計画では、住民の反発の末に開発会社が遊園地建設に切り替え、手賀沼の公有水面埋立免許を取得したものの、その後の動きは止まってしまった。そうした中、東京オリンピック会場招致と並行して後楽園スタヂアム（現・東京ドーム）社長の真鍋八千代らが1959年（昭和34年）9月に「手賀沼観光株式会社」の設立発起人会を開き、「後楽園、上野動物園、船橋ヘルスセンターを合わせたような」大型の遊園地を手賀沼畔に建設することが発表されたのである。
手賀沼観光の遊園地建設表明により、先に公有水面埋立許可を得ていた千葉観光の遊園地計画と競合することになった。この問題は自民党幹事長の川島正次郎の取り計らいで手賀沼観光への権利譲渡で解決し、東京オリンピック会場招致が失敗すると、招致運動を行っていた柏市・東葛飾郡沼南村（後の沼南町、現・柏市）・同郡我孫子町（現・我孫子市）の首長と手賀沼観光発起人との間で1959年（昭和34年）12月に懇談が持たれ、翌年の1960年（昭和35年）には柏市役所で発起人代表が事業構想の説明を行った。その際の説明では、「ロサンゼルス郊外のディズニーランドの規模を参考として事業を進める」とされ、1960年（昭和35年）4月22日に手賀沼観光は「全日本観光開発株式会社」の社名で正式な会社として発足した。会長には東京都知事を経験した安井誠一郎、社長には東京都競馬会長の米本卯吉が就任、以下、京成電鉄・東武鉄道・後楽園・丸善土地・日本炭礦などの会長や社長が取締役に就任したことで、地元では開発への期待が高まった。
会社発足の4日後の1960年（昭和35年）4月26日には、いち早く我孫子町議会が満場一致で「全日本観光開発株式会社設立に伴う誘致協力に関する決議」を採択、沼南村でも遊園地誘致を受け入れた。その一方で、最も乗り気であった柏市では、地主の協力が得られなかったため、次第に開発計画から離れていった。受け入れを決めた我孫子町では、1961年（昭和36年）1月1日付の『広報あびこ』で2ページの特集を組んで、遊園地計画を町民に伝えた。
全日本観光開発は千葉観光から譲受した12,000坪（約4.0ヘクタール）の埋立免許に加え、1961年（昭和36年）12月に58,000坪（約19ヘクタール）の追加免許を取得し、1962年（昭和37年）8月には手賀沼公園で遊園地の起工式を挙行するなど、順調に計画を進めていった。農地法の規制によって直接買収ができない農地は、千葉県土地開発公社が買い上げたものを1年後に転売してもらう形で、1962年11月に約22,000坪（約7.3ヘクタール）取得した。当時の千葉日報の報道によれば、我孫子町側の水面を約7万坪（約23ヘクタール）埋め立て、沼南村側の山林を約10万坪（約33ヘクタール）切り開いて遊園地を整備し、第1期と第2期に分けて工事を行う予定であった。また、完成は東京オリンピック開催（1964年＝昭和39年）に間に合わせる予定であった。

### 計画の不透明化と頓挫
順調に進んでいるかに見えた計画は、1963年（昭和38年）に「埋立地が分譲住宅地になる」、「他社への転売が計画されている」、「計画変更によって重役が交代した」といった噂が飛び交うようになり、同年6月に全日本観光開発に対して我孫子町・沼南村の首長が要望書を提出するに至った。全日本観光開発は噂の真相については応答せず、1963年10月頃に船橋ヘルスセンターなどを運営していた朝日土地興業（現・三井不動産商業マネジメント）が全日本観光開発の45%の株式を取得して、同社社長の丹沢善利が全日本観光開発の社長に就任した。その後も全日本観光開発は埋め立てを続けたが、同社に対する疑いの目は向けられ続け、1965年（昭和40年）8月、全日本観光開発は文書で計画中止を表明した。計画中止の理由は手賀沼の汚染と会社の財務悪化であった。
計画中止の件は国会や千葉県議会でも審議の対象となり、公有水面埋立法と農地法に違反するのではないかという問題が参議院で、手賀沼が遊園地建設に適さないほど汚染が進んでいるのかという問題が県議会で、それぞれ1965年から1966年（昭和41年）にかけて議論された。

### その後
県議会では千葉県知事の友納武人が、遊園地を造らせるように指導すると答弁した一方で、住宅地に転用された場合についても議論がされていたが、結局1968年（昭和43年）4月の県議会土木常任委員会にて「宅地造成はやむを得ない」との結論が出された。そして全日本観光開発の所有する土地は、我孫子町への寄付、千葉県・日本地所・三金不動産への売却によって放出され、1968年10月に我孫子分譲地として分譲が始まった。この分譲地は1964年3月の我孫子町議会で埋立地を「大字若松」とすることが決まっていたので、住所は若松となった。また埋立地の東端には、1970年（昭和45年）に千葉県立我孫子高等学校が開校した。
2012年（平成24年）、柏市郷土資料展示室（柏市沼南庁舎内）にて手賀沼干拓史に関する展示が行われ、その目玉として手賀沼ディズニーランドに関する資料が初公開された。開発計画を報じる当時の新聞記事や開発会社による事業計画書、設計図などが展示された。
計画中止から15年後である1983年4月15日に前述の計画に参画していた京成電鉄と朝日土地興業に加え、三井不動産の3社による合弁会社「オリエンタルランド」が千葉県浦安市舞浜地区に東京ディズニーランドを開園させた。東京ディズニーランドの建設地候補には我孫子市も挙がったが、結局実現しなかった。

## 計画されていた施設
手賀沼ディズニーランド計画では、大きく分けて5つのブロックを設け、そのほか東京都と結ぶヘリポート、駐車場、ガソリンスタンド、温泉源施設、遊歩道などを整備する予定であった。
ヘルスセンター地区
温泉を取り入れ、手賀沼の水面と埋立地を利用した健康ランドを造る予定であった。
科学の国
サマースクール（夏期学校）などに利用する宿泊機能を備えたスクールロッジや、科学館、水族館、キャンプ場を整備する予定であった。
おとぎの国
ディズニーランドに相当する施設。ジェットコースター、メリーゴーラウンド、釣堀、野外劇場などが建設される予定であった。
冒険の国
沼を南北に渡る約1キロメートルのロープウェイ、高さ100メートルの手賀沼タワー、養魚場と即売店、サイクリングコース、自然動物園などを置く予定であった。
体育エリア
体育館、陸上競技場、プール、野球場、テニスコート、休憩室・更衣室・シャワー室等の附属施設が設けられる予定であった。